# Inna Yaitskaya
Inna Yaitskaya (en ruso: Инна Яицкая) (Samara, Rusia, 18 de agosto de 1979) es una nadadora retirada especializada en pruebas de estilo libre. Fue medalla de bronce en la prueba de 4x100 metros libres en el Campeonato Europeo de Natación de 1997.
Representó a Rusia en los Juegos Olímpicos de Sídney 2000 y Atenas 2004.

## Palmarés internacional
| Campeonato Europeo de Natación | Campeonato Europeo de Natación | Campeonato Europeo de Natación | Campeonato Europeo de Natación |
| Año                            | Lugar                          | Medalla                        | Prueba                         |
| ------------------------------ | ------------------------------ | ------------------------------ | ------------------------------ |
| 1997                           | Sevilla ( España)              | Medalla de bronce              | 4 × 100 m libre                |